# Leonhard Pruul
Leonhard-Florentin Pruul, född 1901 i Estland, död 1984, var en estländsk-svensk skulptör.
Pruul studerade skulptur för Jan Koorti vid konstskolan i Tallinn 1915-1923 och under vistelser i München, Ungern och Schweiz 1924-1928 samt under ett stort antal studieresor i Mellaneuropa. Han återvände till Estland i slutet av 1920-talet och var verksam som lärare i konst. Han kom till Sverige i samband med andra världskrigets oroligheter 1944. Han medverkade i utställningen Estnisk och lettisk konst på Liljevalchs konsthall i Stockholm. 